# Rötlicher Zwergameisenbär
Der Rötliche Zwergameisenbär (Cyclopes rufus) ist eine Säugetierart aus der Gattung der Zwergameisenbären. Sie kommt im südwestlichen Brasilien vor. Die Tiere fallen durch ein rötlichbraunes Rückenfell auf, charakteristische Streifenbildungen, wie bei einigen anderen Vertretern der Zwergameisenbären typisch, sind nicht vorhanden. Informationen zur Lebensweise liegen nicht vor. Die Art wurde im Jahr 2017 wissenschaftlich eingeführt. Zuvor wurden alle Zwergameisenbären zu einer Art gestellt. Allerdings zeigte sich bei genetischen Studien, dass sich die Tiere des südwestlichen Brasilien bereits früh von den anderen Zwergameisenbären abgespalten hatten.

## Beschreibung

### Habitus
Der Rötliche Zwergameisenbär ist ein Vertreter der Zwergameisenbären, Informationen zur Körpergröße und zum Körpergewicht liegen nicht vor. Wie bei allen anderen Angehörigen der Gattung übertrifft die Schwanzlänge die Ausmaße des restlichen Körpers; er kann als Greifschwanz eingesetzt werden. An den Vorderfüßen besitzen die Tiere zwei Zehen, an den Hinterfüßen vier. Sie sind mit kräftigen Krallen ausgestattet. Das Rückenfell zeichnet sich auffallend rötlich braun ab, der Bauch, die Beine und der Schwanz sind eher gelblich gefärbt. Charakteristische Streifen auf dem Rücken und dem Bauch entlang der Körpermittellinie kommen nicht vor. Dadurch kann die Art leicht von anderen Zwergameisenbären unterschieden werden. Lediglich der Rio-Negro-Zwergameisenbär (Cyclopes ida) aus dem westlichen Brasilien und dem östlichen Ecuador weist ebenfalls keine Streifenbildung auf, ist aber eher gräulich getönt. Der Thomas-Zwergameisenbär (Cyclopes thomasi), ebenfalls im südwestlichen Brasilien verbreitet, hat wiederum neben einem rötlich braunen Körperfell eher graue Beine und einen ebensolchen Schwanz. Wie bei den meisten anderen Zwergameisenbären auch besitzen die Haare keinen Markkanal.

### Schädelmerkmale
Der Rötliche Zwergameisenbär besitzt wie die anderen Zwergameisenbären auch einen typisch an der Stirnlinie aufgewölbten Schädel, während die Schädelbasis deutlich konkav verläuft. Im Übergang des Stirn- zum Nasenbein ist keine Eindellung ausgebildet. Die Knochennähte zwischen dem Nasenbein und dem Oberkiefer verlaufen weitgehend parallel zueinander. Des Weiteren ist die Sutur zwischen dem Stirnbein und dem Oberkiefer breit ausgebildet, während das Stirnbein und das Scheitelbein an ihrem Kontaktbereich einen trapezförmigen Verlauf haben. An der Schädelbasis öffnet sich der äußere Gehörgang seitlich. Das Flügelbein überlagert nicht die Paukenblase.

## Verbreitung
Der Rötliche Zwergameisenbär ist endemisch auf Südamerika beschränkt. Das Verbreitungsgebiet der Art umfasst das südwestliche Brasilien mit Teilen des westlichen Amazonasbeckens. Die Tiere kommen hauptsächlich auf den Riedeln zwischen dem Rio Madeira und dem Rio Aripuanã vor. Die Nordgrenze des bewohnten Areals wird wohl am Amazonas erreicht, die Südgrenze am Rio Guaporé.

## Lebensweise
Zur Lebensweise des Rötlichen Zwergameisenbären liegen keine Informationen vor. Allgemein sind Zwergameisenbären einzelgängerisch und nachtaktiv. Sie leben auf Bäumen (arboreal) und ernähren sich hauptsächlich von staatenbildenden Insekten (myrmecophag).

## Systematik
Der Rötliche Zwergameisenbär ist eine Art aus der Gattung der Zwergameisenbären (Cyclopes). Die Gattung besteht laut molekulargenetischen Untersuchungen aus dem Jahr 2017 aus insgesamt sieben Arten. Sie bildet das rezent einzige Mitglied der somit monotypischen Familie der Cyclopedidae innerhalb der Unterordnung der Ameisenbären (Vermilingua). Außerdem stellt die Familie die Schwestergruppe der Myrmecophagidae dar, in denen die übrigen Ameisenbären mit den Gattungen Myrmecophaga und Tamandua vereint werden. Die Zwergameisenbären sind die kleinsten Vertreter der Ameisenbären. Sie unterscheiden sich mit ihrem vollständig an ein Baumleben angepassten Verhalten von allen anderen Ameisenbären. Gemäß den genetischen Untersuchungen formt der Rötliche Zwergameisenbär gemeinsam mit dem Thomas-Zwergameisenbär eine gemeinsame Klade, die den anderen Arten der Zwergameisenbären gegenüber steht. Die Abtrennung von der Linie mit den übrigen Zwergameisenbären erfolgte bereits im Mittleren Miozän vor etwa 10,3 Millionen Jahren. Die Aufspaltung der Klade in die beiden Schwesterarten Cyclopes rufus und Cyclopes thomasi fand im Oberen Pliozän vor etwa 3,4 Millionen Jahren statt. Es wird angenommen, dass beides in Folge der stärkeren Anhebung der Anden zu diesem Zeitpunkt geschah. Der dadurch bedingte Anstieg des Sedimenteintrags in das westliche Amazonasgebiet unterstützte die Umwandlung der damals vorherrschenden Sumpflandschaften in ein trockeneres Waldgebiet. Die genetische frühe Abspaltung der Tiere aus dem südwestlichen Brasilien war bereits zuvor dokumentiert worden.
Ursprünglich wurden alle Zwergameisenbären innerhalb einer Art, Cyclopes didactylus, geführt. Die Tiere des südwestlichen Brasiliens sahen Wissenschaftler überwiegend als Vertreter der Unterart Cyclopes didactylus catellus an, welche 1928 Oldfield Thomas anhand von Tieren aus Bolivien wissenschaftlich eingeführt hat. Neben den genetischen Studien wurden 2017 auch zahlreiche morphologische Untersuchungen an Exemplaren aus dem gesamten Verbreitungsgebiet der Zwergameisenbären vorgenommen, die eine starke Variabilität innerhalb der Gattung erbrachte. Dabei konnten auch deutliche anatomische Unterschiede zwischen den Tieren im eher südlichen Verbreitungsgebiet aufgezeigt werden. Cyclopes didactylus catellus beschränkt sich nach diesen Untersuchungen eher auf Bolivien, die Unterart wurde darauf folgend in den Artstatus angehoben. Für die Tiere des südwestlichen Brasilien sah das Forscherteam um Flávia R. Miranda den Status als eigenständige Art gerechtfertigt, was neben den äußerlichen Unterschieden unter anderem auch durch die frühe stammesgeschichtliche Abtrennung unterstützt wurde. Als Artnamen wählten die Forscher Cyclopes rufus, das Epitheton leitet sich vom gleichlautenden lateinischen Wort für „rot“ ab und verweist auf die charakteristische Fellfärbung des Rückens. Der Holotyp ist ein ausgewachsenes weibliches Tier aus Porto Velho im brasilianischen Bundesstaat Rondônia, die Region stellt die Typuslokalität dar.

## Bedrohung und Schutz
Gegenwärtig unterscheidet die IUCN die Zwergameisenbären nicht nach den unterschiedlichen Arten. Den Gesamtbestand der Gattung sieht die Umweltschutzorganisation als „nicht gefährdet“ (least concern) an. Die Abholzung der tropischen Regenwälder kann sich aber lokal auf die einzelnen Populationen auswirken.